# Klaus Mäkelä
Klaus Mäkelä (Helsinki, 17 de enero de 1996) es un director y violonchelista finlandés. A la edad de 21 años, en diciembre de 2017, fue nombrado director invitado principal de la Orquesta Sinfónica de la Radio Sueca. También es socio artístico de la Tapiola Sinfonietta.

## Biografía
El padre de Mäkelä es el violonchelista Sami Mäkelä y la madre es la pianista Taru Myöhänen-Mäkelä. Su abuelo, Tapio Myöhänen, es violinista. Su hermana pequeña, Ellen Mäkelä, baila en el Ballet de Catalunya y toca el violín.
Mäkelä dice que ya estaba interesado en el trabajo del director mientras cantaba en el coro de niños de la Ópera Nacional de Finlandia. Comenzó a dirigir a la edad de 12 años con Jorma Panula en el Departamento Juvenil de la Academia Sibelius. Ha estudiado violonchelo con Marko Ylönen, Timo Hanhinen y Hannu Kiiski. Mäkelä posee un violonchelo de 1698 Giovanni Granzino de la OP Group Art Foundation.
En 2014 Mäkelä termina segundo en el Concurso de violonchelo de Turku. En febrero de 2018, actúa con la mayoría de las orquestas finlandesas, así como la Orquesta de Minnesota, Orquesta Metropolitana de Tokio, el National Arts Centre Orchestra de Ottawa, la Orquesta Sinfónica de la Radio Sueca, Orquesta Real de Estocolmo, las sinfónicas de Gotemburgo, Norrköping y Kristiansand, la Kammerakademie Potsdam, así como la Orquesta Nacional del Capitole de Toulouse. En octubre de 2018 fue seleccionado como Director Principal de la Filarmónica de Oslo a partir del otoño de 2020.
En febrero de 2018, Mäkelä fue seleccionado como el nuevo director artístico del Festival de Música de Turku. En 2020 fue seleccionado para ser el director de la Orquesta de París hasta el año 2021. Es Artistic Partner de la Orquesta del Concertgebouw desde 2022, y asumirá el puesto de Director Principal de la misma en 2027.